# Escuelas Públicas de Montgomery

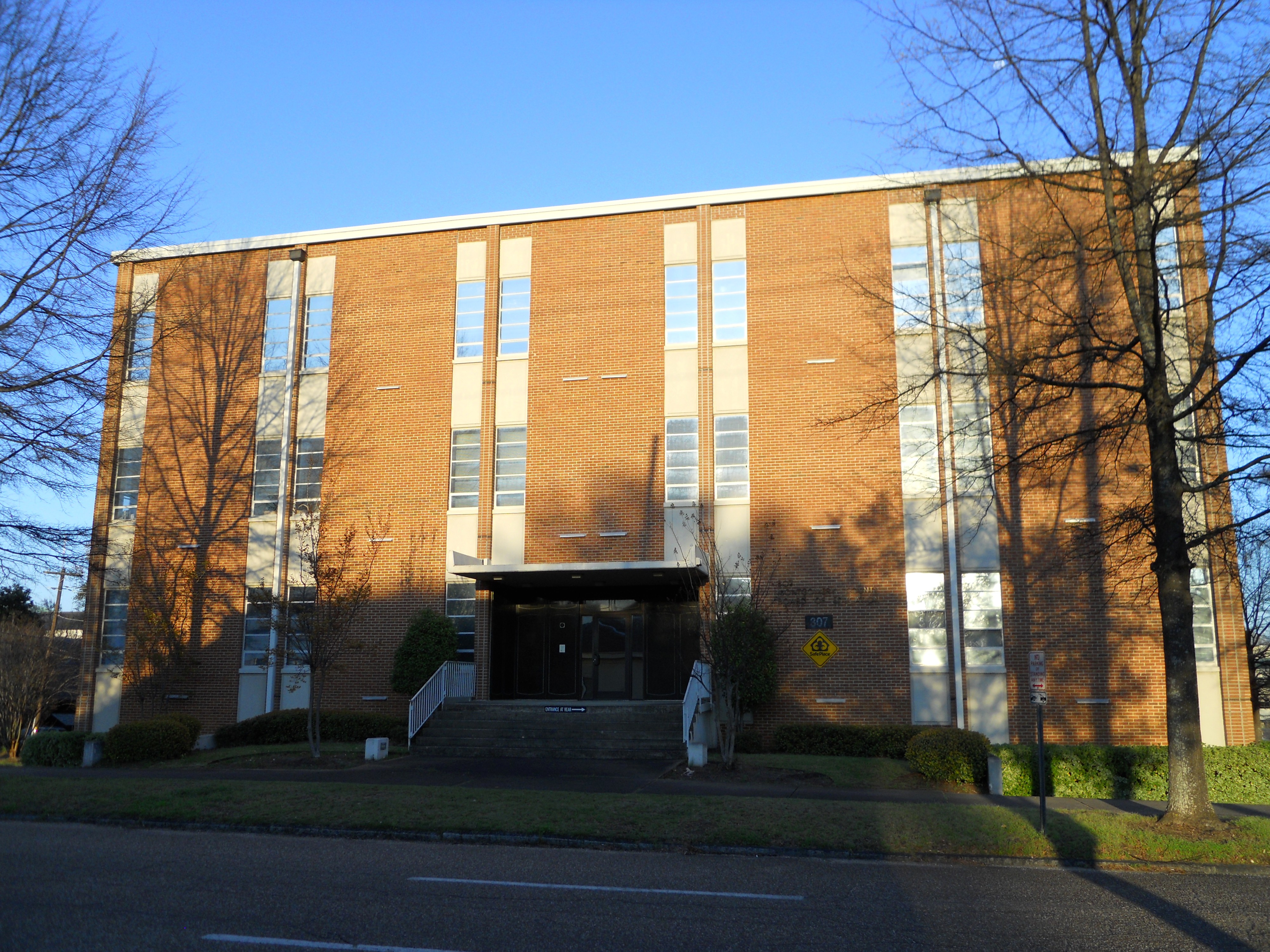
La sede de las Escuelas Públicas de Montgomery

Las Escuelas Públicas de Montgomery (Montgomery Public Schools, MPS) es un distrito escolar en Alabama. Tiene su sede en Montgomery. Gestiona escuelas públicas en Montgomery y otros comunidades en el Condado de Montgomery. El Consejo de Educación del Condado de Montgomery gestiona el distrito.

## Escuelas secundarias

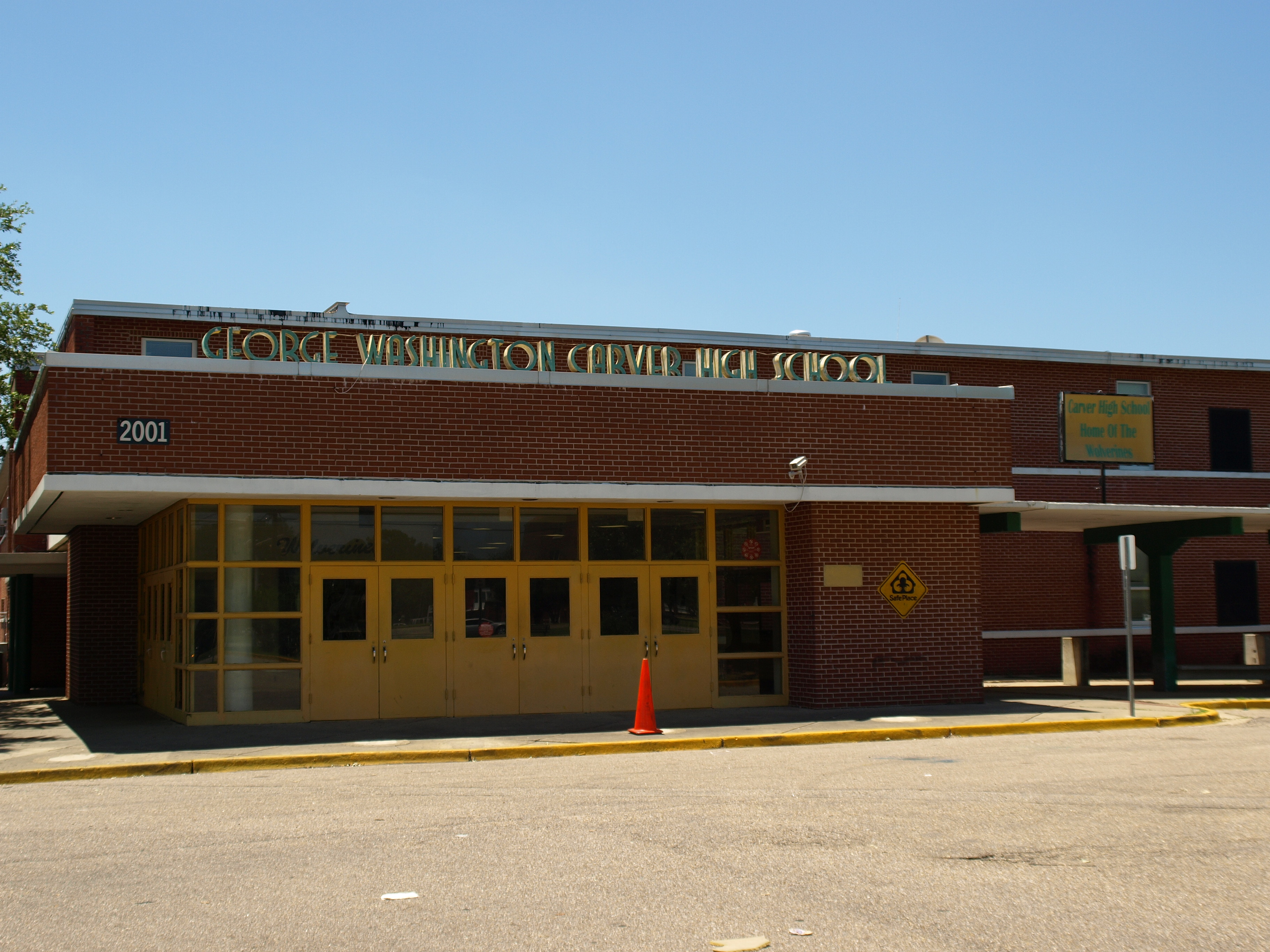
George Washington Carver High School

- Brewbaker Technology Magnet High School
- George Washington Carver High School, Montgomery
- Jefferson Davis High School, Montgomery
- Sidney Lanier High School, Montgomery
- Robert E. Lee High School, Montgomery
- Loveless Academic Magnet Program High School, Montgomery
- Booker T. Washington Magnet High School, Montgomery